# Pantelleria Zibibbo dolce
Il Pantelleria Zibibbo dolce è un vino spumante a DOC che può essere prodotto esclusivamente nell'Isola di Pantelleria in provincia di Trapani.

## Vitigni con cui è consentito produrlo
- Zibibbo al 100%

## Caratteristiche organolettiche
- spuma: vivace e evanescente;
- colore: giallo dorato più o meno intenso;
- profumo: gradevole, aromatico di moscato;
- sapore: dolce, caratteristico di moscato;
- zuccheri riduttori massimo: 1/3 del totale;
- pressione massima (per la presenza di CO2): 1,7 bar;
- acidità totale minima: 5,0 g/l;

## Produzione
Provincia, stagione, volume in ettolitri